# إد بودي
إد بودي (بالإنجليزية: Ed Budde)‏ هو لاعب كرة قدم أمريكية أمريكي، ولد في 2 نوفمبر 1940 في هايلاند بارك في الولايات المتحدة.

## وصلات خارجية
- إد بودي على موقع مرجع كرة القدم المحترفة.كوم (الإنجليزية)
- إد بودي على موقع قاعة ميسوري للمشاهير الرياضية (الإنجليزية)